# پرندک (رباط‌کریم)
پرندک روستایی در دهستان منجیل‌آباد بخش مرکزی شهرستان رباط‌کریم استان تهران ایران در سرشماری سال ۱۳۸۵ جمعیت آن ۲۶۱۳ نفر در ۶۳۰ خانوار برآورد شده است.

## مراکز مذهبی و آموزشی
دبستان پسرانه دبستان شهید باهنر،
دبیرستان پسرانه دوره اول متوسطه شهید فکوری،
دبستان دخترانه ایمان،
دبیرستان دخترانه دوره اول متوسطه شهید آبشناسان،
پیش دبستانی امید انقلاب،
موسسۀ زبان مدیران شعبۀ پرندک،
مسجد علی بن ابیطالب،
و دو حسینیۀ دیگر.